# يفدوكيا بيرشانسكايا
يفدوكيا بيرشانسكايا (بالروسية: Евдоки́я Давы́довна Берша́нская) (من مواليد 6 فبراير 1913 في دوبرافولنيا، ستافروبول - تُوفيت يوم 16 سبتمبر 1982 في موسكو)
وهي طيارة روسية شاركت في الحرب العالمية الثانية ضمن فوج الطيران الجوي 46 من حراس طيران تامان.

## الحرب العالمية الثانية
في عام 1941 ، شكلت مارينا راسكوفا ثلاثة أفواج نسائية وكانت إيفدوكا بيشانسكاي زعيمة لأحد أفواج القاذفات الليلية 588. حصلت إيفدوكا على وسام الراية الحمراء. كانت من الطيارين النساء ذوي دقة عالية لدرجة أن الجنود الألمان بدأوا في وصفهم بالسحر الليلي. كان يُطلق عليهم بهذا الاسم في كثير من الأحيان خلال البعثات لأنهم كانوا يوقفون محركات طائراتهم قبل أن يسقطوا قنابلهم حتى لا يعرف العدو مكانهم ثم يعيدوا تشغيل المحركات مرة أخرى. طارت إيفدوكا بيشانسكاي وفوجها حوالي 24.000 طلعة جوية، وأسقطوا 23.000 طن من القنابل.
كان هناك 23 طياراً للفوج حصلوا على لقب بطل الاتحاد السوفياتي، وحصل اثنان منهم على بطل الاتحاد الروسي.
كانت المرأة الوحيدة التي حصلت على وسام سوفوروف.

## وفاتها
بعد الحرب، تزوجت إيفدوكا بيشانسكاي بأندري وكان لديهم ثلاث بنات.
في عام 1982 ، توفيت بسبب نوبة قلبية ودفنت في مقبرة نوفوديفيتشي.

## جوائزها
- ميدالية الانتصار على ألمانيا في الحرب الوطنية العظمى 1941-1945
- وسام الكسندر نيفسكي
- وسام الدفاع عن القوقاز
- وسام شارة الشرف
- وسام الحرب الوطنية من الدرجة 2
- وسام الراية الحمراء

## وصلات خارجية
- Headstone (في روسيا)